# Цветан Казанджиев
Цветан Казанджиев е български художник. Изявява се в областта на графиката, живописта и рисунката.

## Биография
Роден на 17 октомври 1960 г. в Ямбол.
Член е на Съюза на българските художници от 1989 г, секция „Графика“. Негови произведения са притежание на Национална галерия София, България; Графичен кабинет Варна, България; Dalarnas музей Фалун, Швеция; Арт музей Лодз, Полша; Арт музей Ферол, Испания; Арт музей Оренсе, Испания и в много частни колекции в България, Япония, Гърция, Холандия, САЩ, Финландия, Франция, Полша и други.
Участва в множество международни и национални форуми, от които е носител на различни награди.

## Награди
1995 г.
Национална награда-изложба графика малки графични форми, София, България
1996 г.
Медал – Международно Триенале графика малък формат, Лодз, Полша
Награда – Международна изложба конкурс за графика малък формат, Кадакес, Испания
Национална награда на СБХ – изложба графика малък формат, София, България
1998 г.
Втора награда, медал и диплом – Международно Биенале на графиката, Оренсе, Испания
1999 г.
Диплом – Международен конкурс за графика „MAXIMO RAMOS“, Ферол, Испания
2001 г.
Награда за млад автор – Международно Триенале графика, София, България
Cité Internationale des Arts, Париж, Франция
2002 г.
Диплом – Биенале на малките форми, Плевен, България
Специална награда – Международно Биенале на графиката, Сеул, Корея
2005 г.
Втора награда – Международен конкурс за графика, „MAXIMO RAMOS“, Ферол, Испания
2006 г.
Награда за графика – Биенале на малките форми, Плевен, България
Награда за графика – Национално биенале на съвременно българско изкуство